# Всё обо мне
«Всё обо мне» (англ. All Over Me) — американская драма 1997 года режиссёра Алекс Сайчел.

## Сюжет
Подруги Клод и Эллен живут в Нью-Йорке, в районе «Адская кухня». Эллен начинает встречаться с Марком, который даёт ей наркотики. Клод очень привязана к подруге, она хочет ей помочь, но Эллен всё больше времени проводит в компании Марка.
Клод знакомится с новым соседом — Люком. Он музыкант и приглашает Клод в клуб, где она сможет познакомиться с женскими рок-группами. Клод играет на гитаре. Она хотела создать группу вместе с Эллен, но та всё больше и больше затягивается в мир наркотиков. Встреча Марка и Люка приводит к конфликту. Озлобленный и вспыльчивый Марк угрожает Люку. На следующий день Люка убивают прямо у дома. Клод потрясена, она уверена, что это дело рук Марка. Но опасение за Эллен заставляет её молчать.
Отправившись в клуб, Клод знакомится там с Люси, молодой гитаристкой из рок-группы. Они легко и быстро находят понимание. Люси делает попытку сближения, но Клод отстраняет её. Мысли Клод заняты Эллен. Эллен продолжает видеться с Марком. Оказавшись в их компании, Клод поражается их спокойствию, они ведут себя так, будто ничего не случилось. Клод признаётся в любви к Эллен, но та отвергает её, нисколько не считаясь с чувствами подруги и всем тем, что она для неё сделала.
Клод осознаёт, что для Эллен она лишь «преданная собачка», готовая прийти на помощь, и ничего больше. Это побуждает её разорвать отношения с подругой. Решившись, она идёт в полицию и рассказывает о конфликте Марка и Люка. Марка арестовывают. Клод снова встречается с Люси, с которой её связывают равноправные отношения и общий интерес. Теперь уже ничто не может помешать их сближению.

## В ролях
| В ролях        |  | Персонаж |
| -------------- |  | -------- |
| Элисон Фолланд |  | Клод     |
| Тара Зубкофф   |  | Эллен    |
| Коул Хаузер    |  | Марк     |
| Уилсон Крус    |  | Джесс    |
| Лейша Хейли    |  | Люси     |
| Пэт Бриггс     |  | Люк      |

## Награды
Фильм получил следующие награды:
| Награды                  | Награды | Награды | Награды                                                | Награды      |
| ------------------------ | ------- | ------- | ------------------------------------------------------ | ------------ |
| Фестиваль / Премия       | Год     | Награда | Категория                                              | Победитель   |
| Берлинский кинофестиваль | 1997    | «Тедди» | Лучший художественный фильм Siegessäule Reader’s Award | Алекс Сайчел |